# Віддалік (фільм, 2015)
«Віддалік» — український короткометражний художній фільм режисерки Катерини Горностай. Українська прем'єра відбулася 23 травня 2015 року на 8-му Міжнародному кінофестивалі короткометражних фільмів у Львові «Wiz-Art», де фільм отримав приз «За найкращий український фільм».

## Опис
У стрічці показано молоду подружню пару, яка зіткнулася з першою кризою свого сімейного життя, коли закінчується закоханість, а жити в умовах буденності ще треба навчитись. Фільм відзначається надзвичайною психологічною тонкістю, інтимністю, відвертістю, висвітлюючи складні моменти у стосунках і почуттях молодих людей. Недаремно журі фестивалів, на яких фільм отримав нагороди, відзначали його «неймовірну делікатність оповіді» («Wiz-Art», Львів), «психологічну точність діалогів» («Кіношок», Анапа).
Фільм знятий з мінімальним використанням кінематографічних засобів і без будь-яких сценічних ефектів, проте ми стаємо свідками, як за декілька хвилин розгортається справжня психологічна драма, яка, попри маленький формат, відзначається достатньою цілісністю та завершеністю.
«Мені цікаве переростання якихось буденних ситуацій у більш важливі, глибокі речі. Люди часто не говорять між собою, через що виникають проблеми, — пише Катерина Горностай. — <…> А ще для мене кіно — це передача досвіду. Не фактичного, а чуттєвого»
Фільм «Віддалік» — це дебютна робота режисерки у жанрі ігрового кіно. 

## Визнання
| Список нагород та номінацій                                                                | Список нагород та номінацій | Список нагород та номінацій                                                     | Список нагород та номінацій | Список нагород та номінацій | Список нагород та номінацій |
| Кінопремія                                                                                 | Дата церемонії              | Категорія                                                                       | Номінант(и)                 | Результат                   | Дж                          |
| ------------------------------------------------------------------------------------------ | --------------------------- | ------------------------------------------------------------------------------- | --------------------------- | --------------------------- | --------------------------- |
| 8-й Міжнародний кінофестиваль короткометражних фільмів у Львові «Wiz-Art»                  | 25.05.2015                  | Найкращий український фільм                                                     | Віддалік                    | Перемога                    | [ 1 ]                       |
| Національна конкурсна програма 6-го Одеського міжнародного кінофестивалю                   | 18.07.2015                  | Найкраща акторська робота (акторський дует — Вікторія Миронюк, Андрій Палатний) | Віддалік                    | Перемога                    | [ 4 ]                       |
| 24-й Відкритий фестиваль кіно країн СНД, Латвії, Литви та Естонії «Кіношок» (Анапа, Росія) | 20.09.2015                  | Спеціальний приз «За психологічну точність діалогів»                            | Віддалік                    | Перемога                    | [ 5 ]                       |
| 45-й Київський міжнародний кінофестиваль «Молодість»                                       | 31.10.2015                  | «Скіфський олень» за найкращий фільм національного конкурсу                     | Віддалік                    | Перемога                    | [ 6 ]                       |